# Ganbare Dōki-chan
Ganbare Dōki-chan (がんばれ同期ちゃん lit. Haz tu mejor esfuerzo, Dōki-chan?) es una colección japonesa de ilustraciones de Yomu. El manga dōjinshi comenzó a serializarse en línea a través de la cuenta de Twitter de Yomu el 9 de septiembre de 2019 y finalizando el 15 de mayo de 2023, y siendo compilada en  once volúmenes.
Una adaptación a serie ONA producido por el estudio Atelier Pontdarc se estrenó el 20 de septiembre de 2021 contando con un total de 12 episodios.

## Argumento
La historia sigue a Douki-chan, una oficinista que trabaja con Douki-kun. Sin el conocimiento de Douki-kun, Douki-chan secretamente siente algo por él.
Mientras Douki-chan lucha por confesar sus sentimientos, sus colegas, tanto la compañera de trabajo de Kouhai-chan como Senpai-san de una empresa relacionada, también compiten por su afecto.

## Personajes
Dōki-chan (同期ちゃん?)
 Seiyū: Nene Hieda
Una empleada de oficina en una empresa con sede en Tokio. Es una trabajadora seria y una perspectiva prometedora dentro de la empresa. Sin embargo, no tiene experiencia en lo que respecta al romance y no está segura de cómo acercarse al hombre por el que siente algo. Más adelante, Douki-chan besa a Douki-kun, confesando sus sentimientos y los dos comienzan a salir.
Kōhai-chan (後輩ちゃん?)
 Seiyū: Sumire Uesaka
Una mujer tímida con un ambiente suave que siempre está sonriendo. Ella es una junior en el mismo departamento que Dōki-chan y Dōki-kun. Ella siempre está tratando de seducir a Dōki-kun y aislarlo de las otras chicas. Disfruta del cosplay, elige personajes populares y deja a Dōki-chan con disfraces de mascota menos atractivos. Muchos otros hombres se sienten atraídos por ella. Aunque siempre se la ve alegre, puede mostrar un comportamiento yandere cuando ve a Douki-chan, Senpai-san o Shinchin-chan coqueteando con Douki-kun. Tiene la costumbre de aparecer cuando Douki-chan y Douki-kun están en una cita. Después de que Douki-chan y Douki-kun son oficialmente novios, Kouhai-chan busca la forma de entrometerse en su relación.
Senpai-san (先輩さん?)
 Seiyū: Asami Seto
Su verdadero nombre es Maiko Okuzumi (奥墨マイコ Okuzumi Maiko?). Es una mujer con un aura de mujer madura; el único personaje que tiene un nombre real y una etiqueta de nombre visible. Actualmente es empleada de un socio comercial. Ella es de espíritu libre y le gusta beber. Como estudiante de último año de Dōki-kun en la universidad, ella era muy cercana a él, pero había rechazado su confesión, diciendo que ya estaba saliendo con alguien. Su hermana menor es Yuiko Okuzumi del manga web relacionado del autor Miru Tights.
Dōki-kun (同期くん?)
 Seiyū: Junya Enoki
El compañero de trabajo masculino de la oficina de Dōki-chan y Kōhai-chan. Está dibujado sin mostrar los ojos. Tiene un interés romántico por Dōki-chan y, a menudo, va a cuidarla cuando se aísla, pero es demasiado tímido para confesarle sus sentimientos. Anteriormente estuvo enamorado de Maiko cuando estaban en la universidad, pero ella lo rechazó diciéndole que estaba saliendo con alguien. Tras ser besado por Douki-chan, Douki-kun le confiesa sus sentimientos y los dos son pareja.
Shinchin-chan
Una chica bronceada de pelo corto y rubio que le da un beso en los labios a Douki-kun la primera vez que se encuentran. Se convierte en pasante en su departamento y luego en una contratación permanente. Ella deduce fácilmente que Douki-chan está enamorada de Douki-kun. En uno de los capítulos, le dice a Douki-kun que se unió a la compañía porque también le gusta románticamente, pero rápidamente agrega "es broma".

## ONA
El 14 de agosto de 2021 se anunció una adaptación de la serie a ONA. La serie es producida por Atelier Pontdarc y dirigida por Kazuomi Koga, con Yoshiko Nakamura escribiendo los guiones de la serie, Yuki Morikawa diseñando los personajes y Ryōsuke Naya como director de sonido. Se estrenó en el servicio Abema el 20 de septiembre de 2021. Crunchyroll obtuvo la licencia de la serie fuera de Asia. Muse Communication obtuvo la licencia de la serie en el sur y sudeste de Asia.